# Salix leiocarpa
Salix leiocarpa là một loài thực vật có hoa trong họ Liễu. Loài này được (Cham.) Coville miêu tả khoa học đầu tiên năm 1901.